# 武镇 (安德尔-卢瓦尔省)
武是法国安德尔-卢瓦尔省的一个市镇，位于该省东南部，属于洛什区。该市镇总面积21.95平方公里，2009年时的人口为215人。

## 人口
武人口变化图示